# Ballus lendli
Ballus lendli är en spindelart som beskrevs av Gábor von Kolosváry 1934. Ballus lendli ingår i släktet Ballus och familjen hoppspindlar. Inga underarter finns listade.